# Mont Osutaka
Le mont Osutaka (御巣鷹山, Osutaka-yama) est une montagne située dans le village d'Ueno, en préfecture de Gunma au Japon. Il culmine à 1 640 m d'altitude.

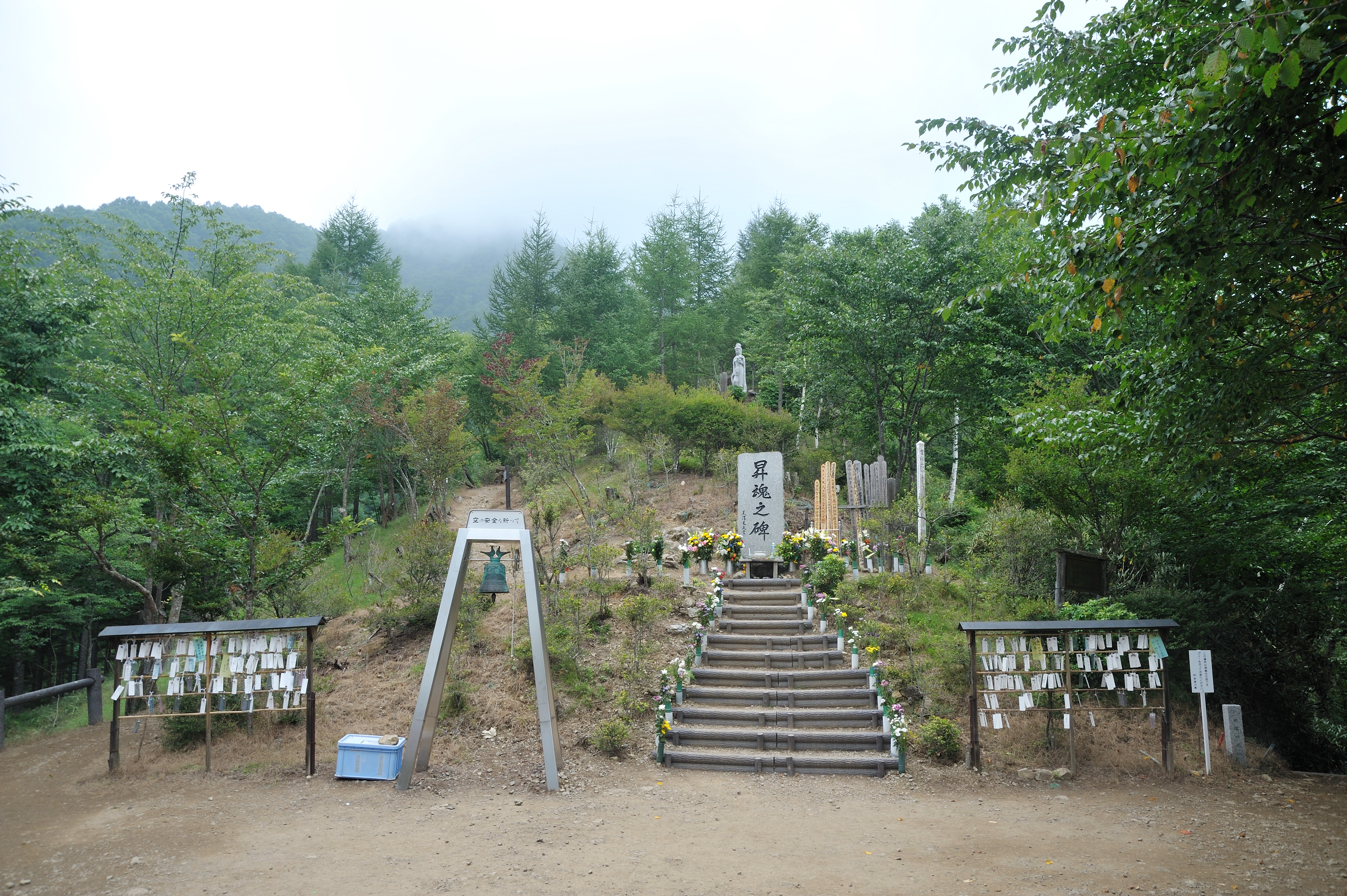
Cénotaphe du vol 123 de la Japan Airlines au mont Osutaka.

Le crash du Boeing 747 du vol 123 Japan Airlines est d'abord signalé sur le mont Osutaka, avant d'être plus tard localisé sur une crête du mont Takamagahara.